# Катис
Катис (устар. Катисс) — река в России, протекает по Уватскому району Тюменской области. Устье реки находится в 1007 км по левому берегу реки Демьянка. Генеральное направление течения — северо-восток.
Длина реки составляет 42 км.
Высота истока — более 106 м над уровнем моря. Высота устья — около 82 м над уровнем моря.

## Данные водного реестра
По данным государственного водного реестра России относится к Иртышскому бассейновому округу, водохозяйственный участок реки — Иртыш от впадения реки Тобол до города Ханты-Мансийск (выше), без реки Конда, речной подбассейн реки — бассейны притоков Иртыша от Тобола до Оби. Речной бассейн реки — Иртыш.